# Jonathan Mogbo
Jonathan Michael Mogbo (West Palm Beach, 29 ottobre 2001) è un cestista statunitense, professionista nella NBA con i Toronto Raptors.

## Carriera
Dopo aver trascorso due anni giocando a livello collegiale per i Missouri State Bears e per i San Francisco Dons, viene scelto con la 31ª scelta assoluta al draft NBA 2024 dai Toronto Raptors.

## Statistiche

### College
| Anno      | Squadra            | PG | PT | MP   | TC%  | 3P% | TL%  | RP   | AP  | PRP | SP  | PP   |
| --------- | ------------------ | -- | -- | ---- | ---- | --- | ---- | ---- | --- | --- | --- | ---- |
| 2022-2023 | Missouri St. Bears | 30 | 28 | 24,4 | 58,9 | -   | 43,2 | 7,0  | 1,4 | 1,3 | 1,1 | 8,0  |
| 2023-2024 | S. Francisco Dons  | 34 | 34 | 28,9 | 63,6 | 0,0 | 69,2 | 10,1 | 3,6 | 1,6 | 0,8 | 14,2 |
| Carriera  | Carriera           | 64 | 62 | 26,8 | 61,9 | 0,0 | 57,8 | 8,7  | 2,6 | 1,4 | 1,0 | 11,3 |

### NBA

#### Regular Season
| Anno      | Squadra         | PG | PT | MP   | TC%  | 3P%  | TL%  | RP  | AP  | PRP | SP  | PP  |
| --------- | --------------- | -- | -- | ---- | ---- | ---- | ---- | --- | --- | --- | --- | --- |
| 2024-2025 | Toronto Raptors | 63 | 18 | 20,4 | 43,8 | 24,3 | 73,2 | 4,9 | 2,3 | 0,9 | 0,5 | 6,2 |
| Carriera  | Carriera        | 63 | 18 | 20,4 | 43,8 | 24,3 | 73,2 | 4,9 | 2,3 | 0,9 | 0,5 | 6,2 |

### G League
| Anno      | Squadra     | PG | PT | MP   | TC%  | 3P%  | TL%  | RP  | AP  | PRP | SP  | PP   |
| --------- | ----------- | -- | -- | ---- | ---- | ---- | ---- | --- | --- | --- | --- | ---- |
| 2024-2025 | Raptors 905 | 13 | 13 | 29,0 | 53,9 | 42,9 | 77,4 | 7,3 | 4,1 | 1,2 | 1,0 | 12,2 |
| Carriera  | Carriera    | 13 | 13 | 29,0 | 53,9 | 42,9 | 77,4 | 7,3 | 4,1 | 1,2 | 1,0 | 12,2 |